# Regionalzug
A Regionalzug, röviden R az ÖBB egyik vonatkategóriája Ausztriában. Ellentétben a Railjetekkel és az Intercitykkel, a regionalzug járatok a kisebb településeken és kisebb forgalmú megállókban is megállnak. Csak másodosztályú, nemdohányzó kocsikkal közlekednek.

## Gördülőállomány
A villamosított vonalakon a régi személykocsikat egyre több helyen váltják a korszerűbb motorvonatok, mint például a ÖBB 4746 sorozat.
A nem villamosított vonalakon az ÖBB 2016 sorozatú dízelmozdonyt személykocsikkal vagy pedig az 5047-es, 5147-es és 5022-es sorozatú motorvonatokat használják.

## Képgaléria

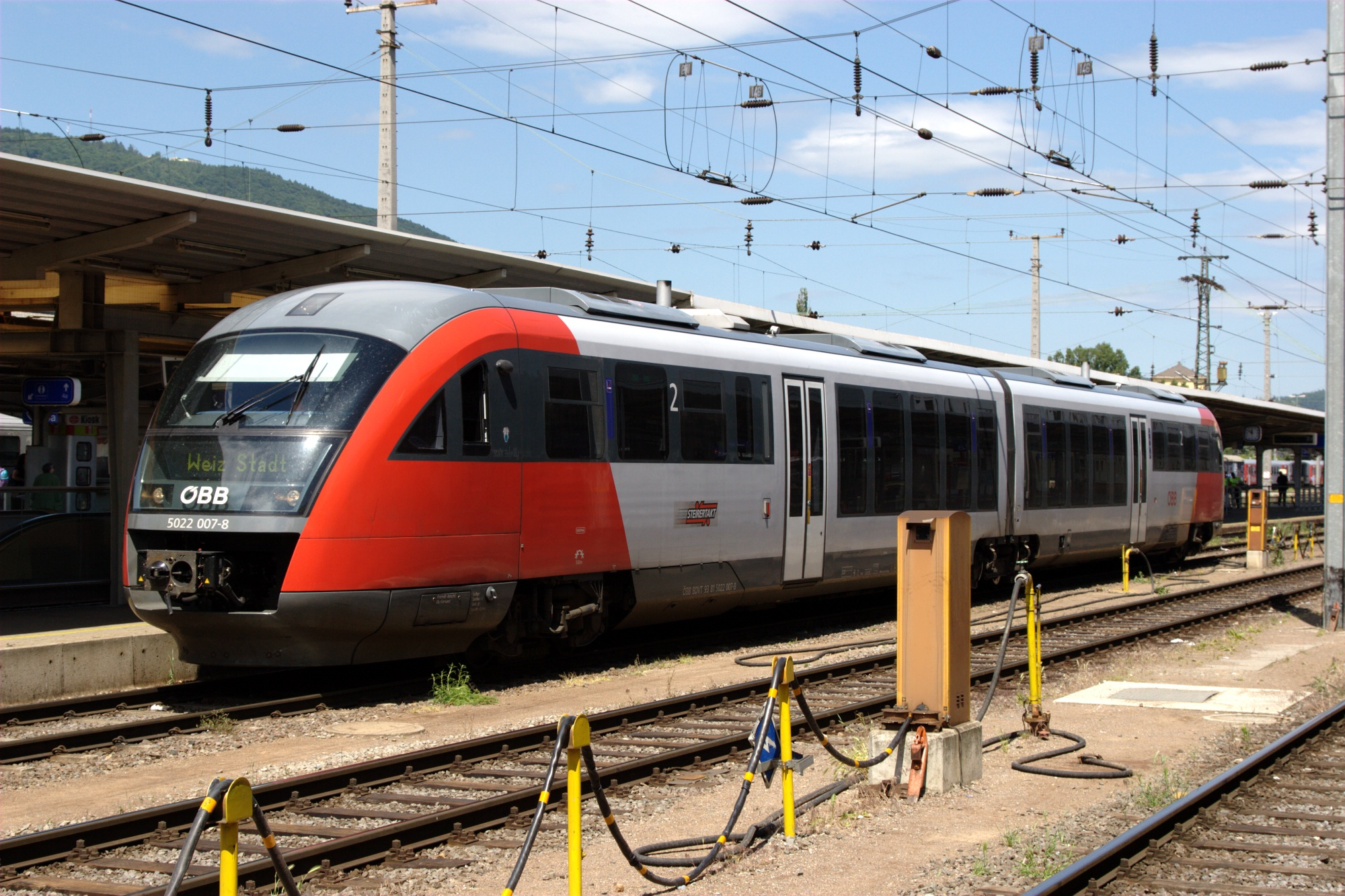
Az ÖBB 5022 007 pályaszámú motorvonata Grazban
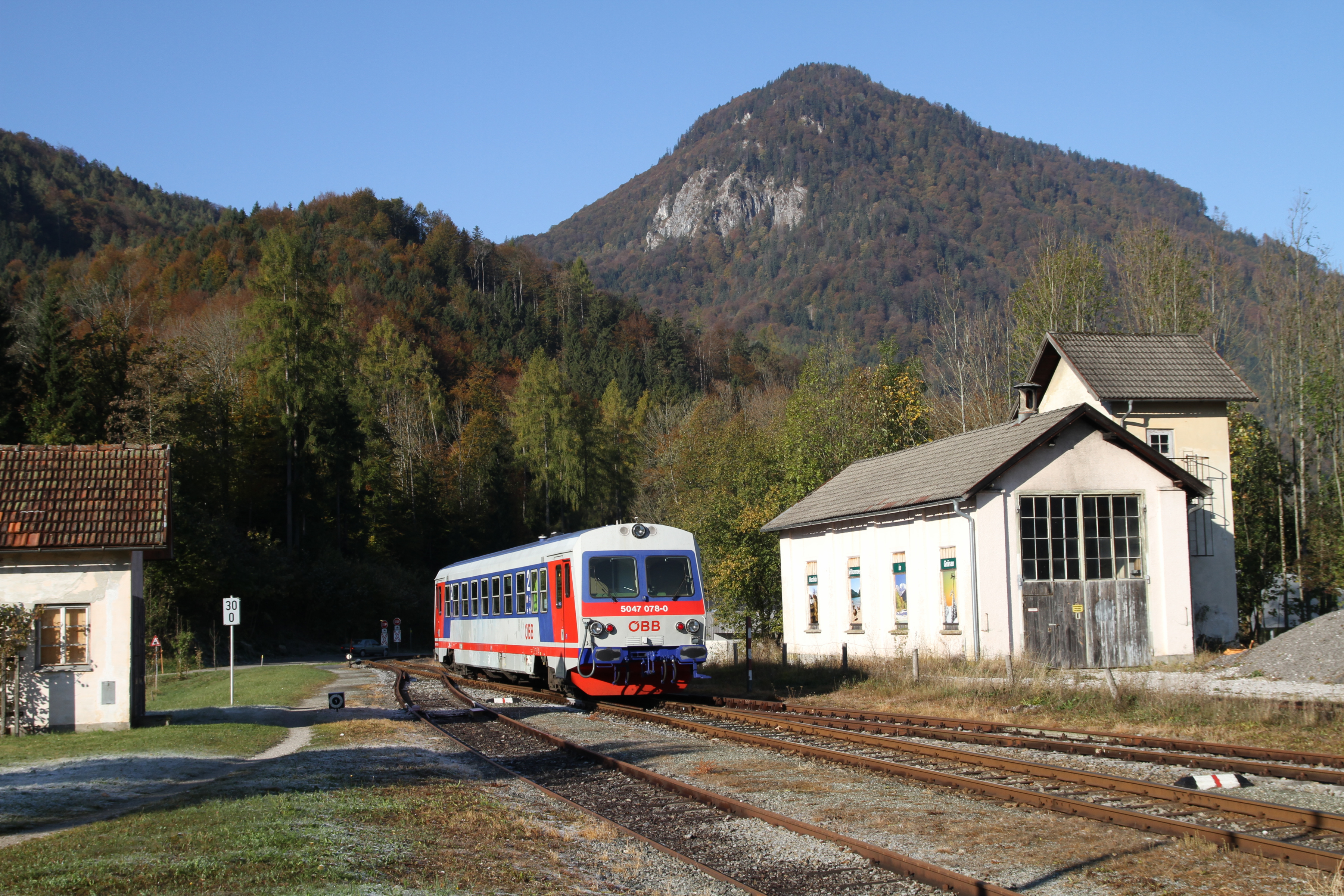
ÖBB 5047 sorozat
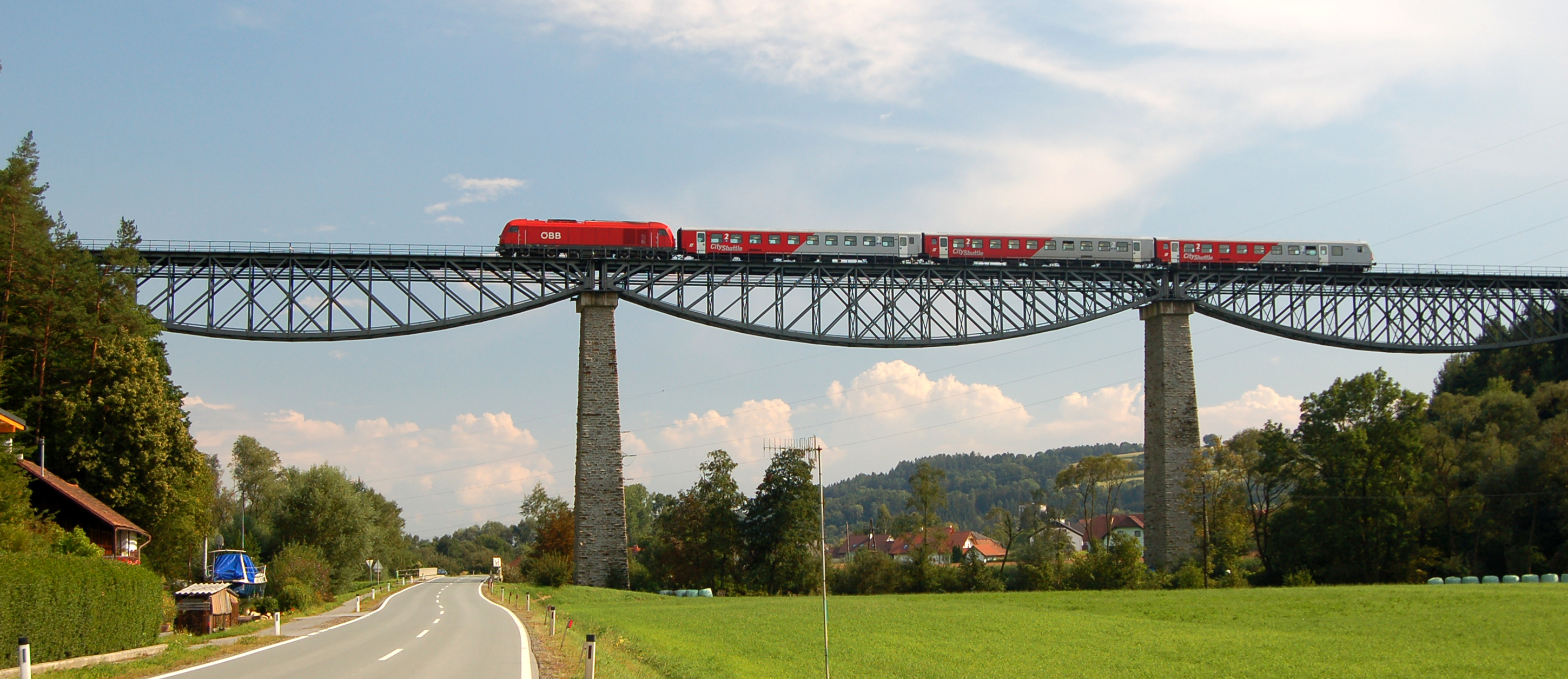
Az ÖBB 2016 sorozatú dízelmozdonya háromkocsis ingavonatával a Thermenbahnon
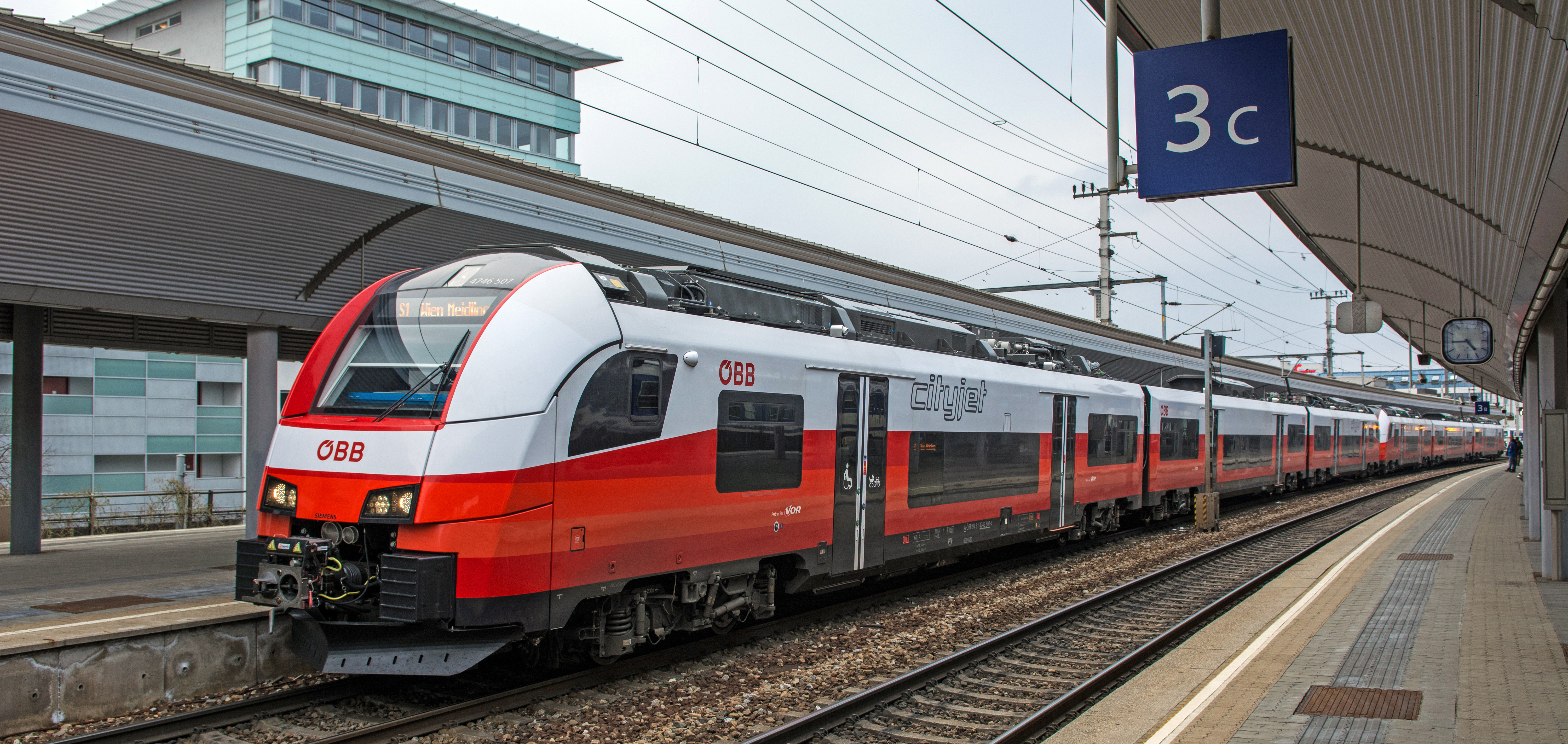
Cityjet Floridsdorf állomáson